# Liste der Naturdenkmäler in St. Pankraz (Südtirol)
Die Liste der Naturdenkmäler in St. Pankraz (Südtirol) (italienisch St. Pancrazio) enthält die zehn als Naturdenkmal ausgewiesenen Objekte auf dem Gebiet der Gemeinde St. Pankraz in Südtirol.
Basis ist das im Internet einsehbare offizielle Verzeichnis der Naturdenkmäler in Südtirol (Stand: 23. Januar 2015). Dabei kann es sich um botanische, geologische oder hydrologische Naturdenkmäler handeln. Die Reihenfolge in dieser Liste orientiert sich an der ID, alternativ ist sie auch nach dem Namen sortierbar.

## Liste
| Foto |                 | Name                                 | Standort                    | Beschreibung                                     |
| ---- | --------------- | ------------------------------------ | --------------------------- | ------------------------------------------------ |
| BW   | Datei hochladen | Wasserfall Greitwiesbach ID: 084_G01 | 46° 36′ 36″ N, 11° 7′ 5″ O  | Hydrologisches Naturdenkmal: Wasserfall          |
| BW   | Datei hochladen | Labeben ID: 084_G02                  | 46° 35′ 17″ N, 11° 5′ 32″ O | Geologisches Naturdenkmal: Schlucht, erschlossen |
| BW   | Datei hochladen | Mineralquelle Mitterbad ID: 084_G03  | 46° 32′ 44″ N, 11° 3′ 30″ O | Hydrologisches Naturdenkmal: Quelle              |
| BW   | Datei hochladen | Falkomaisee ID: 084_G04              | 46° 35′ 9″ N, 11° 0′ 0″ O   | Hydrologisches Naturdenkmal: See                 |
| BW   | Datei hochladen | 1 Kastanienbaum ID: 084_G05          | 46° 34′ 59″ N, 11° 4′ 59″ O | Botanisches Naturdenkmal: Kastanie               |
| BW   | Datei hochladen | 1 Kastanienbaum ID: 084_G06          | 46° 35′ 2″ N, 11° 4′ 56″ O  | Botanisches Naturdenkmal: Kastanie               |
| ja   | Datei hochladen | 1 Buche ID: 084_G07                  | 46° 33′ 16″ N, 11° 3′ 59″ O | Botanisches Naturdenkmal: Buche                  |
| BW   | Datei hochladen | 1 Nussbaum ID: 084_G08               | 46° 34′ 39″ N, 11° 3′ 58″ O | Botanisches Naturdenkmal: Walnussbaum            |
| BW   | Datei hochladen | 1 Nussbaum ID: 084_G09               | 46° 34′ 35″ N, 11° 3′ 51″ O | Botanisches Naturdenkmal: Walnussbaum            |
| BW   | Datei hochladen | 1 Zirbe ID: 084_G10                  | 46° 34′ 31″ N, 11° 3′ 2″ O  | Botanisches Naturdenkmal: Zirbe                  |

| Foto: | Fotografie des Naturdenkmals. Klicken des Fotos erzeugt eine vergrößerte Ansicht. Daneben finden sich zwei Symbole: |
| ID    | Identifikator bei der Abteilung Natur, Landschaft und Raumentwicklung der Südtiroler Landesverwaltung               |